# Lodo Barassi
Il lodo Barassi fu la decisione arbitrale presa dal presidente della Federazione Italiana Giuoco Calcio Ottorino Barassi che disciplinò la struttura del campionato italiano di calcio negli anni cinquanta.

## La riforma del 1948
Dopo la fine della Seconda guerra mondiale, la FIGC aveva fatto molta fatica a riportare ordine nell'organizzazione dei tornei italiani. L'esigenza di dare rappresentanza al maggior numero di centri urbani, unita al ritorno alla democrazia nella vita della Federazione, aveva prodotto l'esplosione numerica dei campionati, causandone un conseguente scadimento. Se la Serie A era stata riportata al girone unico nel 1946, anche se al costo del passaggio a 20 squadre rispetto alle 16 dell'anteguerra, la Serie B era rimasta spezzata in tre gruppi interregionali, mentre la Serie C era addirittura spezzettata in diciotto gironi alcuni dei quali non comprendevano che una manciata di province.
Ci volle tutta l'autorevolezza del presidente Barassi per convincere l'Assemblea federale ad operare uno snellimento delle categorie a partire dal 1948. Tuttavia, il risultato non fu innovativo, ma in pratica altro non fu che il resettamento della piramide calcistica nazionale riportandola allo schema messo in vigore da Leandro Arpinati nel 1929, con solo alcuni cambi di denominazione dei tornei. Barassi, quindi, cominciò subito a concepire una nuova e più incisiva riforma, che adeguasse l'Italia alle più progredite nazioni della FIFA.

## La disfatta brasiliana
La decisiva accelerata fu causata dalla debacle della Nazionale nei Mondiali di Brasile 1950, dove non si superò il primo turno a causa della sconfitta con la Svezia. Sebbene in larga parte da attribuirsi alla sciagura di Superga, la mesta eliminazione fu descritta come una conseguenza dell'anacronismo dei maggiori campionati italiani, da riformarsi in senso professionistico e patriottico.
Nella seduta del Consiglio federale tenutasi a Rapallo l'8 dicembre 1950 la Federazione decise infatti di intraprendere una grande riforma della piramide calcistica italiana in senso elitario. Se le due divisioni maggiori erano già organizzate a livello nazionale nello schema del 1929, si cominciò a parlare di portare anche la terza serie sullo stesso piano. Le opposizioni dei club di C furono subito forti, a causa dell'ovvio spauracchio di retrocessioni di massa, ma furono infine respinte dall'apposita commissione preliminare riunitasi a Bologna. Tuttavia, su molti punti l'accordo tra le varie componenti della FIGC stentava a stabilizzarsi, e fu quindi deciso di delegare a Barassi il potere di definire nei dettagli il piano di riforma, onde poterla mandare a regime nel 1952.

## I termini del Lodo
Il Lodo fu chiuso il 27 giugno 1951 e pubblicato sui quotidiani il giorno successivo, corredato da ampi commenti dello stesso Barassi su quanto da lui deciso.
Per quanto riguarda le due serie maggiori, il deliberato non fece altro che operare la richiesta sforbiciata agli organici, riportandoli a 18 squadre per entrambe. Se l'idea originale era quella di arrivare all'obiettivo retrocedendo tre società dalla A contro una sola ascesa dalla B, lo sprofondamento tra i cadetti di Roma e Genoa consigliò esplicitamente di inserire uno spareggio straordinario tra la seconda classificata in B e la quart'ultima di A, onde permettere una teorica risalita ad ambedue gli storici club. Inoltre, a loro volta, cinque squadre di B sarebbero scese in C, mentre una sola avrebbe fatto il percorso inverso.
Ma la vera rivoluzione avrebbe interessato la Serie C, trasformata in una fotocopia delle sorelle maggiori. A tal fine, oltre alle retrocesse dai cadetti, sarebbero state selezionate le tre peggiori prime classificate dei cessanti quattro gironi, tutte le seconde e le terze, e le due migliori quarte. Le tre massime divisioni sarebbero state gestite dalla Lega Nazionale e, in teoria, trasformate in categorie pienamente professionistiche. La Carta di Viareggio del 1926, infatti, aveva instaurato un sistema ibrido, che aveva diviso sì i giocatori fra dilettanti e "non-dilettanti", ma dietro questa seconda etichetta si nascondevano i calciatori che erano sì professionisti a tutto tondo nei fatti, ma di diritto erano solo sportivi che non percepivano che, seppur suntuosissimi, rimborsi spesa.
Il Lodo creò una nuova categoria, la IV Serie, che avrebbe raccolto le orfane della C e le migliori rappresentanti delle leghe interregionali di Promozione, leghe che sarebbero state sciolte. Dapprima concepito in sei gironi da 18 squadre, fu invece voluto da Barassi in otto gironi da 16 squadre, in modo da ridurre il raggio delle trasferte. Le promosse sarebbero uscite dai due tornei semifinali delle capoliste, uno del Nord e uno del Sud. Fu anche prevista la disputa di una finalissima nazionale di categoria. Le ultime quattro di ogni girone sarebbero state invece retrocesse nelle leghe regionali.
La base del movimento calcistico sarebbero rimasti i campionati regionali, al cui vertice veniva posta la declassata Promozione, mentre al di sotto permanevano la Prima e la Seconda Divisione. Tuttavia, se la Prima Divisione continuò come in precedenza a costituire una categoria a tutto tondo, la Seconda Divisione venne messa nei fatti in liquidazione: ad essa si veniva iscritti o per motivi volontari causa gli irrisori requisiti economici richiesti, o per motivi d'ufficio causa gravissime carenze infrastrutturali. Non vi sarebbero state mai più retrocessioni dalla Prima Divisione, che diveniva così la reale ultima categoria del campionato italiano, preservandone sostanzialmente la struttura a sei livelli veri e propri.

## I limiti della riforma
Altro punto nodale lasciato dal Lodo Barassi fu la decisa stretta sui giocatori stranieri, ridotti alla sola Serie A e al numero di due, fatti salvi i contratti già in essere per le società scritturanti tre forestieri.
Dolenti note riguardarono invece la definitiva approvazione del professionismo, che in sostanza era stata la molla scatenante di tutta la riforma. I contrasti residui non ne permisero la ratifica, lasciando il Lodo orfano del suo stesso motivo di esistere. Barassi si mise quindi nuovamente all'opera, ma stavolta non poté completare il suo lavoro, venendo travolto dal disastro di Belfast del 1958.